# Kamanyola (yacht)
Le Kamanyola est un ancien courrier colonial, le Général Olsen, construit en 1947 à Hoboken en Belgique, repris et rénové en 1967, et enfin transformé à la fin des années 1980 en houseboat présidentiel pour Mobutu.

« Rallongé de 4 mètres, il a été équipé de radars, de communications satellite cryptées, de deux appartements VIP (en plus de celui du président, d'une salle de banquet pour une centaine d'hôtes, d'un salon de coiffure, de soixante cabines, ainsi que de dortoirs pour la troupe, dont des « plongeurs autonomes ». Pendant quatre ans, trois cents personnes vont vivre la fin de règne sur le Congo. »

— Stephen Smith, Le fleuve Congo
Au lendemain de sa victoire contre le régime de Mobutu, Laurent-Désiré Kabila l'a rebaptisé du nom de Lemera, la localité dans l'Est où, en octobre 1996, fut forgée l'alliance des forces qui allait le porter au pouvoir.
Il est actuellement amarré aux chantiers navals de Ndolo, à Kinshasa et ne semble plus en état de naviguer.